# 5360 Rozhdestvenskij
5360 Rozhdestvenskij (1975 VD9) là một tiểu hành tinh nằm phía ngoài của vành đai chính được phát hiện ngày 8 tháng 11 năm 1975 bởi N. S. Chernykh ở Nauchnyj.